# لهجة مثلية
لهجة مثلية أو عاميّة مثلية أو مصطلحات مثلية هي مجموعة من المصطلحات العامية المتداولة في الغالب ما بين المثليات، المثليون، مزدوجي الميل والمتحولون جنسيًا (الإل جي بي تي). وقد تم استخدامها في لغات مختلفة، ضمت الإنجليزية واليابانية منذ أوائل التسعينات كوسيلة لمجتمع المثليين للتعبير عن أنفسهم والحديث برموز بإيجاز وسرعة مع مثليين آخرين.
بسبب قوانين المثلية وتهديد الملاحقة القضائية بسبب تجريم المثلية، العامية المثلية عملت أيضًا كلغة سريّة وطريقة للمجتمع المثلي ليتواصل مع بعضه البعض علنيًا دون الكشف عن توجههم الجنسي للآخرين.
منذ قدوم دراسات أحرار الجنس في الجامعات، العامية المثلية أصبحت مادة بحوث أكاديمية بين طلاب الأنثروبولوجيا اللغوية.

## التأثير الثقافي
العديد من المصطلحات التي نشأت كمصطلحات عامية مثلية أصبحت جزءً من المعجم الشعبي. على سبيل المثال مصطلح drag أشتهر من قبل هوبير سيلبي الأبن. في كتابه المخرج الأخير لبروكلين. "Drag" تم إرجاعها من قبل قاموس أكسفورد الإنجليزي (OED) لآواخر القرن التاسع عشر.

## اللغة الإنجليزية
العامية سريعة الزوال. المصطلحات التي استخدمت في جيل ما ربما يتوقف عن استخدامها في جيل آخر. على سبيل المثال، في فترة الستينات والسبعينات مصطلح "cottage" (بالمملكة المتحدة) و"tearoom" (بالولايات المتحدة) أُستخدم للدلالة على المراحيض العامة المستخدمة لممارسة الجنس. بحلول 1999 خرجت هذه المصطلحات عن الاستخدام إلى درجة لم يعد يمكن التعرف عليها أعضاء المجتمع المثلي.

### المملكة المتحدة
خلال العقود السبعة الأولى من القرن العشرين، طورت قوالب محددة بولاري من قبل مثليين ومثليات في المراكز الحضريّة مع تأسس المجتمعات المثلية.
| معجم للكلمات العامية المستخدمة من مثليّ الجنس اتخذت من بولاري |                    |                                                   |
| كلمة                                                         | نطق                | معنى تقريبي                                       |
| basket                                                       | باسكت              | بروز العضو التناسلي الذكري من خلال الملابس        |
| bear                                                         | بير                | رجل ضخم له لحية                                   |
| bumming                                                      | بومينغ             | القيام بالجنس الشرجي                              |
| chicken/fox/twink                                            | شيكن/فوكس/توينك    | رجل يافع                                          |
| cottaging                                                    | كاوتجينغ           | القيام أو البحث عن ممارسة الجنس في مرحاض عمومي    |
| cub                                                          | كاب                | رجل يافع قوي البنية كثيف الشعر                    |
| gym bunny/Muscle Mary                                        | جيم باني/ماسِل ماري | شخص يتدرب فقط لمجرد الجمال                        |
| Hada                                                         | هادا               | جنس فموي                                          |
| Kuda                                                         | كودا               | تحدث                                              |
| howdy                                                        | هاودي              | لمس مؤخرة ذكر/أنثى                                |
| Uros                                                         | يوروس              | جنس شرجي                                          |
| wolf                                                         | وولف               | رجل ينجذب بشكل متساوٍ لكل من التوينك/فوكس وبير/كاب |
| zhoosh                                                       | زوش                | أسلوب                                             |
| twink                                                        | توينك              | عادة رجل يافع أو يبدو يافعاً بشكله من دون شعر      |

### أميركا الشمالية
التقرير التشريعي لسنة 1964 المثلية الجنسية والمواطنة في ولاية فلوريدا احتوى على ملحق توثيقي واسع وتحديد لمصطلحات مثلية عامية في ذاك الوقت.
أطلق سكرف تطبيق قاموس عامية مثلي في يناير 2014. شمل المصطلحات العامية التي يشيع استخدامها في الولايات المتحدة من مجتمع مثليّ الجنس. بعضها عبرت العامية الأميركية إلى العاميّة البريطانية، وبعضها الآخر يتواجد فقط في الأميركية.
| جدول باللهجة المثلية العامة في الولايات المتحدة |            |                                                    |
| كلمة                                            | نطق        | معنى تقريبي                                        |
| bear                                            | بير        | ضخم، وعادةً ما يكون كيف الشعر                       |
| bear chaser                                     | بير تشايسر | الرجل الذي يسعى وراء البير                         |
| bottom                                          | بوتوم      | الشريك الجنسي المفعول به                           |
| brownback                                       | براونباك   | لعق مؤخرة البوتوم بعد إنتهاء الجنس الشرجي          |
| cavernman                                       | كافرنمان   | رجل مثلي ذو جسد "رجل كهف"، مفتول العضلات قوي الجذع |
| daddy                                           | دادي       | عادة كبير السن                                     |
| discreet                                        | ديسكريت    | رجل مثلي متكثم، متحفظ يبقي هويته سرًا               |
| kink                                            | كينك       | ما من معيار محدد في اهتمامه أو نشاطه جنسي          |
| NSA                                             | إن إس أس   | ممارسة الجنس بشكل عرضي دون شروط.                   |
| otter                                           | أوتر       | رجل نحيف كثير الشعر                                |
| poz                                             | بوز        | شخص مصاب بفيروس نقص المناعة البشرية                |
| top                                             | توب        | الشريك الجنسي الفاعل (المولج)                      |
| twink                                           | توينك      | مثلي يافع عادةً ما يكون بلا شعر على جسده            |

إتش ماكس نشر كُتيب قصير ضم لغة المثليين في آواخر الثمانينات. كما شمل مصطلحات عامية تستخدم عادةً في الولايات المتحدة من المجتمع المثلي.

## اللغة اليابانية
على الرغم من أن العديد من الكلمات العامية المستخدمة في اليابانية الحديثة هي «كلمات دخيلة» من الإنجليزية الأميركية، إلا أن العديد من الكلمات اليابانية العامية الأصيلة بقيت في مجتمع المثليين والمثليات وازدواجي الميول والمتحولين جنسياً في اليابان مثل مصطلح «أوكوغي»، والذي يخدم نفس الغرض من الكلمة العامية الإنجليزية، «فاغ هاغ» (بالإنجليزية: fag hag)‏ – «امرأة عادة ما يكون معظم أصدقائها من الرجال المثليين». على الرغم من أن الترجمة الحرفية لكلمة أوكوغي هي الأرز المحترق الملتصق في أسفل القدر.

## اللغة العربية
في الدول الناطقة باللغة العربية أصبحت قصة «قوم لوط» من القصص الشعبية التي غالباً ما يتم طرحها، في الثقافة الشعبية العربية الكلمة المماثلة للمثلية الجنسية في كثير من اللهجات العربية هي «لواط» والشخص الذي يقوم بممارسة سلوك جنسي مثلي هو «لوطي» وكلا الكلمتان تم اشتقاقهما من لفظ «لوط». كما تشير كلمة «سحاق» للنشاط الجنسي بين الإناث، وهي كلمة مشتقة من فعل «سحق» الشيء أي دقه دقاً شديداً. لكلمة سحاق دلالة على فعل عنيف ما بين جهتين. وتعد كلا الكلمتان غير مقبولة في الوسط العلمي والأكاديمي.

## وصلات خارجية
- Lavender Linguistics, from Guardian Unlimited (بالإنجليزية)
- Frederick B.J. (2012) Partying with a purpose: Finding meaning in an online party n play subculture (بالإنجليزية)

|}